# جيسيكا ألونسو برناردو
جيسيكا ألونسو برناردو (بالإسبانية: Jessica Alonso) مواليد 20 سبتمبر 1983 في إسبانيا، هي لاعبة كرة يد إسبانية تلعب كجناح أيمن. مثلت منتخب إسبانيا لكرة اليد للسيدات. شاركت في دورة الألعاب الأولمبية الصيفية سنة 2012. حققت المركز الثاني في بطولة أوروبا لكرة اليد للسيدات 2008.

## الميداليات
| الميدالية | المسابقة                            |
| --------- | ----------------------------------- |
| برونزية   | الألعاب الأولمبية الصيفية 2012      |
| برونزية   | بطولة العالم لكرة اليد للسيدات 2011 |
| فضية      | بطولة أوروبا لكرة اليد للسيدات 2008 |

## روابط خارجية
- جيسيكا ألونسو برناردو على موقع الاتحاد الأوروبي لكرة اليد (الإنجليزية)
- جيسيكا ألونسو برناردو على موقع أوليمبيديا (الإنجليزية)